# Perithemis mooma
Perithemis mooma – gatunek ważki z rodziny ważkowatych (Libellulidae). Występuje w Ameryce Północnej i Południowej – od skrajnego południa USA (południowy Teksas) i Meksyku przez Amerykę Centralną na południe aż po środkową Argentynę, także w Trynidadzie i Tobago na Karaibach. Na World Odonata List takson ten obecnie (2022) traktowany jest jako synonim Perithemis tenera.